# Медаль Визволення Клайпеди
Медаль Визволення Клайпеди (лит. Klaipėdos išvadavimo medalis) — нагорода Верховного комітету врятування Малої Литви. Заснована у 1923 році і призначалася для нагородження литовських та іноземних громадян за участь у Мемельському (Клайпедському) повстанні 10 — 15 січня 1923 року.

## Історія
Медаль заснована не як державна нагорода, а як спеціальний знак від громадської організації, попри це, нагороджені носили її посеред державних нагород.

## Види
Медаль «Визволення Клайпеди» мала два класи.

### I клас
Медаль I класу виготовлена зі срібла чи посрібленої бронзи. Має форму щита у формі діаманта заввишки 55 мм і завширшки 32 мм.
На лицевому боці — хрест Витіса і напис «GELBE.JIMO KOMITETAS VYR MAZLIETUVOS» — «Комітет визволення малої Литви». Над щитом розміщений малий щит із зображенням Витіса. Для кріплення медалі до червоно-біло-зеленої стрічки до малого щита прикріплене кільце діаметром 17,5 мм.
На зворотному боці медалі — маяк понад цегляною стіною гавані, у нижній частині, на тлі стіни — фігура лося. По краях щита напис: «SAUSIO 15. d. KLAIPE.DA 1923 m.» («5 січня 1923 р. Клайпеда»). На зворотному боці малого щита зображена геральдична емблема Клайпеди — три вежі і човен на воді. Зворотний бій виконаний у двох варіантах. У першому маяк зображено без променів, у лося невеликі роги; стрічка кріпиться з допомогою кільця. У другому — навколо маяку розходяться промені, у лося великі роги; стрічка кріпиться до медалі з допомогою петлі зі срібла.

### II клас
Медаль II класу виготовлена з бронзи і за зовнішнім виглядом ідентична першому варіанту медалі I класу. Стрічка медалі — зелена. Разом із медаллю видавалось свідоцтво про нагородження розміром 330×485 мм, яке мало висіти на стіні.
| Лицевий бік | Зворотній бік |
| ----------- | ------------- |
|             |               |
|             |               |

## Кавалери
Медаллю I класу нагороджували керівників повстання та особливо активних учасників, медаллю II класу — решту учасників та тих, хто допомагав повстанню (зокрема фінансово). Медаллю I класу нагородили 50 осіб, II класу — 1 000 осіб.[джерело?]